# Osiris semiatratus
Osiris semiatratus är en biart som beskrevs av Shanks 1987. Osiris semiatratus ingår i släktet Osiris och familjen långtungebin. Inga underarter finns listade i Catalogue of Life.